# Piccola minuscula
Piccola minuscula är en mångfotingart som först beskrevs av Carl Graf Attems 1953.  Piccola minuscula ingår i släktet Piccola och familjen orangeridubbelfotingar. Inga underarter finns listade i Catalogue of Life.